# Fran Balkwill
Frances Rosemary Balkwill (1952) es una científica británica. Es profesora de biología de cáncer en la Queen Mary University of London y autora de libros infantiles sobre temas científicos.

## Primeros años y educación
Balkwill nació en el suroeste de Londres en 1952 y se educó en Surbiton High School. Obtuvo un bachiller universitario en patología celular en la Universidad de Brístol y un doctorado en Biología Celular de leucemia en el Departamento de Oncología Médica en el Hospital de San Bartolomé bajo la supervisión del fallecido Gordon Hamilton-Fairley.

## Trayectoria
Trabajó durante varios años en el ICRF Lincoln's Inn Fields (ahora llamada Cancer Research UK London Research Institute) sobre el efecto del interferón en el cáncer. En el año 2000 se trasladó a Queen Mary University of London, donde es profesora de biología de cáncer y directora del Centro de Oncología Traslacional en el Centro de Cáncer Clínico del Reino Unido de Investigación del Cáncer.
Además de su investigación de laboratorio, Balkwill ha escrito muchos libros infantiles sobre ciencia, ilustrados por Mic Rolph, y es directora del Centro de la Célula, un centro de educación científica para niños en Barts y The London Medical School en Whitechapel, al este de Londres. Sus libros para niños abarcan una amplia gama de temas en biología. Balkwill y Rolph viajaron a Sudáfrica para llevar a cabo investigaciones y determinar las necesidades educativas de las comunidades locales para su primer libro sobre el VIH y el sida titulada Staying Alive: Fighting HIV/AIDS, publicada en 2002. Se distribuyeron 19 000 copias gratuitas del libro en toda Sudáfrica, financiadas por la editorial Cold Spring Harbor Laboratory Press.
Desde 2008 hasta 2011, Balkwill se desempeñó como presidenta del Comité de Estrategia del Compromiso Público en Wellcome Trust. En 2016 fue la jueza del premio Wellcome Book.

## Premios
En 2008, Balkwill fue nombrada miembro de la Orden del Imperio Británico.
Los libros de Balkwill para niños Cells are Us y Cell Wars ganaron el premio del Libro de jóvenes de la Royal Society en 1991.
Ganó el premio European Molecular Biology Organization por comunicación en ciencias de la vida en 2004.  Fue galardonada con el premio Michael Faraday en 2005 «por su excelente trabajo en la comunicación de conceptos, hechos y fascinación por la ciencia de una manera que atrae a niños de todas las edades, orígenes y nacionalidades, al mismo tiempo que mantiene una carrera destacada de investigación». En 2006, fue galardonada con una Beca de la Academia de Ciencias Médicas por sus contribuciones y logros en medicina.
En 2015 recibió un título honorífico de la Universidad de Bristol.
Más tarde, fue galardonada con el premio Leadership in Research Engagement de Cancer Research UK en 2017.